# Ceratina yasumatsui
Ceratina yasumatsui är en biart som beskrevs av Hirashima 1971. Ceratina yasumatsui ingår i släktet märgbin, och familjen långtungebin. Inga underarter finns listade i Catalogue of Life.